# 永田方正
永田 方正（ながた ほうせい、天保15/弘化元年3月1日〈1844年4月18日〉- 1911年〈明治44年〉8月22日）は、明治時代の日本の教科書編纂者、教育者、アイヌの言語及び地誌研究者。日本人初の単独での聖書和訳（抄訳）者でもある。旧西条藩臣。

## 経歴
弘化元年（1844年）、伊予国西条藩臣・宇高家（高橋氏流・大宅姓）の子として、青山百人町の江戸藩邸（現在の青山学院大学青山キャンパス内）で生まれた。幼名は宇高辰次郎。永田吉平の養子となり永田静之助（静之介）を名乗った。
少年期から英才の誉れ高く、安政4年（1857年）より第二林家の林図書頭家塾に寄宿（のち養父の看病のため通学）して漢学修業に励んだ。さらに文久元年（1861年）より1年間、昌平坂学問所で学んだ後、西条藩の助教役見習（御徒格）に取り立てられたが、翌年には「不法」行為（詳細不明）により御役御免及び謹慎に処せられた。元治元年（1864年）に謹慎を解かれ、伊予国許で御用部屋書役格（御徒番所詰）に任ぜられたものの、慶応元年7月末（1865年9月）には「永御暇」処分を受けた。同年、天領別子鉱山奉行等を務めた加藤元三郎の長女・タケノと結婚した（2女をもうけたが翌々年に離縁）。その一方、慶応3年5月（1867年6月）には朝廷の国事掛に召され、維新新政のために働いたとされる。

### 明治維新後
旧暦明治元年（1868年）春に国許から「格別之御憐愍」をもって許され書生寮詰となり、明治2年（1869年）末には藩学（択善堂）の助教兼舎長に就任した。同年、ミネと再婚（翌年長男誕生）した。明治4年4月（1871年5月）、廃藩置県前に権大属及び漢学教授に任ぜられるも、同年11月には西条県他4県が統合されて松山県が発足し、翌明治5年3月（1872年4月）には退職し、大阪府へ移住した。
大阪では、小学教則で制定された読物・問答用の教科書および参考書の翻訳・編纂（聖書の初和訳『西洋教草（おしえぐさ）』、『暗射地球図解』、『博物教授解』、『小学生理書』など）に携わる。新暦1873年（明治6年）11月には東大組第四区小学校の句読教師となり、1876年（明治9年）頃まで小学校の教員を務めた。1879年（明治12年）4月、山梨県令（のち県知事）藤村紫朗の招きに応じて甲府に赴き、十五等出仕（学務課担当）として1年余り務めた後、翌年7月に辞任した。

### 北海道へ
その後、開拓使函館支庁に採用されたため、北海道・函館に移住した。1881年（明治14年）7月には、函館師範学校四等教諭に任ぜられた。1882年（明治15年）2月の開拓使廃止後は、新設の函館県より函館師範学校教諭兼寄宿舎取締の辞令を受け、5月には御用掛（准判任）として、同県南部の山越郡八雲村遊楽部（ゆうらっぷ）を拠点とするアイヌ教育法取調のため出張赴任し、学齢児童の把握・就学督励・学校新設・授業にあたった（翌年9月頃迄）。翌1883年（明治16年）6月には、教授実践に基づいてアイヌ語文法を論じた『北海小文典』を刊行した。1884年（明治17年）10月、函館商船学校二等助教諭を兼任し、1885年（明治18年）には小学校教科書編纂委員に任命された。1886年（明治19年）の北海道庁発足にともない、10月に北海道庁属（判任・庶務課勤務）兼北海道師範学校教諭補に任ぜられ、札幌へ転居した。1887年（明治20）1月、北海道庁第一部勤務及び蝦夷語地名解著述委員に任命され、1888年（明治21年）から2年かけて道内のアイヌ語地名を実地調査し、その成果をまとめ1891年（明治24年）に『北海道蝦夷語地名解』を、さらに神保小虎との共著『北海道地名普通単語集』を刊行した。しかし、同年8月には非職に退き、11月に正式に退官（依願免本官・諭旨）した。以降は下記の通り嘱託講師を務めながら地誌研究に専念した。
- 1891年9月より札幌農学校の和漢学嘱託講師（1894-96年中断：1900年迄）
- 1891年9月より北鳴中学校の和漢学嘱託講師（1900年迄）
- 1892年9月よりスミス女学校（1903年北星女学校と改称）の和漢学講師兼任（1896年迄）。
- 1896年4月より札幌尋常中学校の国語漢文嘱托講師
- 1897年9月に文部省より正式に「師範学校中学校高等女学校漢文科教員」免許を取得
- 1897年10月より札幌尋常中学校教諭（1900年迄）。

なお、公文書上は1900年に札幌の諸学校を辞任したことになっているが、実際には1898年（明治31年）から、遺愛女学校校長・デカルソンの招きで函館に戻り、国語漢文嘱託教師に任じたとされる（年月不詳ながら、本籍も函館に移した）。また、1900年（明治33年）8月、方正は函館美以教会（現在の日本基督教団函館教会）で山鹿元次郎牧師（山鹿素行別家七代目）より洗礼を受け、キリスト者となった。
この間、1892年（明治25年）に北海道師範学校教諭・岩谷英太郎とともに北海道教育会より「旧土人教育取調委員」に任命され、翌年の『北海道教育雑誌』9号で報告書「あいぬ教育ノ方法」を共同発表した他、1896年（明治29年）発刊『札幌沿革史』の編集委員を務め、1899年（明治32年）頃には札幌の創成川の前身「大友堀」開削者・大友亀太郎の伝記「大友亀太郎伝」（未公刊）を執筆した。さらに、人類学者坪井正五郎らが創設した東京人類学会の機関誌や田口卯吉主幹の史学雑誌『史海』、京華日報社『世界』や樺太の雑誌『北斗』等々に、独自のアイヌ語・地誌研究に基づく多くの論考を晩年まで寄稿し続けた。

### 晩年
1909年（明治42年）3月末に遺愛女学校を辞し、東京市麻布区に転居した。同年12月より、坪井正五郎の推薦で私立の東京高等女学校（棚橋絢子校長）で国語の嘱託教師を務めた。
1911年（明治44年）7月、持病の脚気と心臓病が悪化し、8月22日に日本橋病院で死去した。享年68（数え）。遺骨は函館市住吉町の市営墓地に埋葬されたが、現存せず「永田方正之墓」と確認できる写真が残されているという。方正の多くの遺稿はその後、実業家・小熊幸一郎の尽力で市立函館図書館に寄贈された。

## 主な業績

### 北海道蝦夷語地名解
俗に「永田地名解」の名で知られる。北海道全域約6,000のアイヌ語地名の原音・原義を採録した。実地調査によるアイヌの古老からの聞き書きを基礎としているが、永田の推測に基づく解も少なくない。のちに知里真志保らから多くの誤りが指摘されたが、アイヌ語が日常言語であった当時の発音をかなり正確に収録している点で貴重な資料であり、現在でもアイヌ語地名研究において重要な地位を占めている。

## 著書

### 翻訳・編述・校訂
- 訳述：『西洋教草  一名愛敬篇』全3巻・岡田茂兵衛（群玉堂）、1875年
- 編述：『日本地誌略字引』全2冊、岡田茂兵衛（群玉堂）、1875年（横本）
- 編述：『万国地誌略字引』岡田茂兵衛（群玉堂）、1875-76年（横本）
- 編述：『註釈 万国史略字引』全2冊、岡田茂兵衛（群玉堂）、1875年（横本）
- 訳述：『暗射地球図解（付・万国山嶽表）』岡田茂兵衛（群玉堂）、1875年
- 訳述：『永田氏改正暗射地球訳図』岡田茂兵衛（群玉堂）、1875年
- 編述：『註釈 日本略史字引』上下巻、岡田茂兵衛（群玉堂）、1876年（横本）
- 編述：『改正日本地誌略字引』全4巻、岡田茂兵衛（群玉堂）、1876-78年（横本）
- 編述：『小学読本字解』全5巻（山本太一郎共編）、直部武助、1876年（横本）
- 編述：『小学読本字引』全4巻、岡田茂兵衛（群玉堂）、1876年（横本）
- 訳述：『小学人体窮理問答』ウィルソン原著、岡田茂兵衛（群玉堂）、1876年
- 訳述：『博物教授解』全3巻（植物・動物之部）、三木美記・岡田茂兵衛（群玉堂）、1877-79年
- 編述：『文章軌範字引』正続、前川善兵衛・柳原喜兵衛、1877年
- 著述：『万国史略問答』全2巻、岡田茂兵衛（群玉堂）、1877年
- 訳述：『画入 万国史略字引』全2巻、加東秀山（秀三郎）画、岡田茂兵衛（群玉堂）、1878年
- 編述：『画入 日本地誌略字引』全4巻、加東秀山（秀三郎）画、岡田茂兵衛（群玉堂）、1878年
- 編述：『新撰日用 開化消息往来』村田海石浄書、関原利助（松巌楼）、1878年
- 編述：『開化農商往来』田中正応浄書、関原利助（松巌楼）、1878年
- 編述：『開化農商往来（草書）』名和対月浄書、関原利助（松巌楼）、1878年
- 編述：『小学簡易 作文千題』上巻、翰香草房、1878年
- 編述：『作詩精選』上下巻、柳原喜兵衛（積玉圃）、1878年
- 編述：『新撰文章軌範』全4巻、柳原喜兵衛（積玉圃）、1878年
- 編述：『小学口授 修身談』大槻修二訂正、柳原喜兵衛・三木美記、1879年
- 訳述：『小学生理書』全2巻、前川善兵衛、1879年
- 編輯：大槻修二『改正日本地誌要略字引』全6巻・追補、柳原喜兵衛（積玉圃）他、1879年（横本）
- 校訂：『十年改正日本地誌略字引（日本訳図挿入）』全4巻、名倉重三郎編、三書堂、1879年（横本）
- 訳述：ユーマン（Eliza Ann Youmans）『由氏植学書』全3巻、佐々木吉良（天真堂）、1880年
- 校閲：『小学簡易 作文千題』中巻、益永晃雲編輯　翰香草房、1880年
- 編述：『北海小文典』函館県、1883年
- 校訂：『函館県地誌略』前田憲編、函館県、1885年
- 編述：『北海道蝦夷語地名解』全3篇、北海道庁、1891年
  - 初版復刻：草風館 1984年 ISBN 978-4-88323-037-2
  - 復刻：国書刊行会 1972年 ISBN 978-4-336-01948-6
- 編述：『北海道地名普通単語集』神保小虎共編、北海道庁、1891年

### 寄稿
- 「蝦夷人ノ長歌」『東洋学藝雜誌』4巻68号、1887年5月
- 「安倍臣蝦夷経略考」『東京地学協会報告』第13年第1号、1891年6月
  - 北海道文化資料保存協会『北海道稀覯史料集成 第3集』1959年に収録
- 「札幌近傍の地名に就て」『速記彙報』40・42号、1892年3月・5月
- 「あいぬ教育ノ方法」岩谷英太郎共著、『北海道教育雑誌』9号、北海道教育会、1893年7月
- 「義経蝦韃考」『史海』27号、経済雑誌社、1893年9月
- 「蝦夷の刑法」『恵林』7号、札幌農学校予科内学芸会、1893年9月
- 「袖上氏の批評を読みて」『史海』28号、経済雑誌社、1893年10月
- 「北海志料」『東邦協会々報』、1910年3月

『東京人類学会雜誌』（1911年より人類学雑誌）収録
- 「アイヌ『イナウ』の聞書并『トパ』臓三易の原始と謂て可ならんか」1891年3月（6巻60号）
- 「アイヌ数詞の起因」1893年5月（8巻86号）
- 「アイヌの名の撰び方」1893年8月（8巻89号）
- 「オシンタ旅行記」1911年4-6月（27巻1-3号）
- 「厚岸酋長イコトイ 附チキリアシカイ」1911年11-12月、1912年3-4月（27巻8･9号、28巻3･4号）

京華日報社『世界』収録
- 「蝦夷雑話」1910年（68-72、77-79号）
- 「北海志料（義経の続）」1910年（75-76号）
- 「義経蝦韃考」1910年（90-92号）
- 「北海志料」1910年（94号）
- 「内地地名蝦夷語解」1912年（96-97号）

北斗社『北斗』（樺太で発行された雑誌）収録
- 「樺太の地名に就て」1910年12月-1911年4月（第1年2号-第2年4号）
- 「樺太島地名の改正に付て」1911年8月（第2年8号）

## 関連文献
- 今西龍「永田方正君小傳」『人類学雑誌』27-7,1911年[1]
- 高倉新一郎『北海道史の歴史 主要文献とその著者たち』北海道郷土資料研究会, 1959年.
  - 改訂版 みやま書房, 1964年.
- 海老沢有道『日本の聖書ー聖書和訳の歴史』日本基督教団出版部, 1964年.
- 札幌村歴史研究会『東区今昔「大友堀」』（永田方正の研究）札幌市東区総務部総務課, 1982年.
- 門脇清・大柴恒『門脇文庫日本語聖書翻訳史』新教出版社, 1983年.
- 小松輝子「永田方正ーアイヌ語研究の先駆」『開拓につくした人びと7 文化の黎明 上』北海道編, 1967年,
- 田川賢蔵 「『北海小文典』と永田方正のアイヌ研究」『北海道産業短期大学紀要』2, 1968年.
- 森田俊男「御子柴五百彦『土人教育法ニ就テ』（明25）永田方正ら『あいぬ教育ノ方法』（明26）における民主主義の観点」『国民教育研究』50, 日本教職員組合, 1969年
- 川並秀雄「我国最初の聖書の和訳者 永田方正と英学〔付著書目録〕」『大阪商業大学論集』37号, 1973年
- 木下清「永田方正年譜ー聖書和訳の先覚者」『桃山学院大学人文科学研究所キリスト教論集』第9号, 1973年
- 木下清「永田方正略伝ー聖書和訳の先覚者」『史泉』48, 関西大学史学・地理学会, 1974年.
- 木下清「永田方正について」『北の文庫』10, 北の文庫の会, 1986年.
- 竹ヶ原幸朗「アイヌ教育史」『教育学研究』43-4, 日本教育学会, 1976年.
- 保坂忠信「藤村県政に招かれた永田方正とその著書『西洋教草』・第二課担当城山静一・葡萄醸造所指導官大松五郎とその周辺」『山梨学院大学一般教育部論集』6, 1983年
- 栃内和男「『札幌沿革誌』と永田方正」『札幌の歴史』6, 札幌市教育委員会新札幌市史編集室, 1984年
- 小川正人「『アイヌ学校』の設置と『北海道旧土人保護法』・『旧土人児童教育規程』の成立」『北海道大学教育学部紀要』55号, 1991年
- 小川正人「『遊楽部学校』の歴史－1880～90年代のアイヌ学校に関する実態分析のこころみ」『日本の教育史学』50, 教育史学会, 2007年

1. ↑  木下清の1975年訂補論文に全文収録。